# どーよ
どーよは、かつてサンミュージック企画で活動していたテルとケンキによる日本のお笑いコンビ。1996年結成。2009年11月解散。

## メンバー
- テル（1969年12月14日（55歳）- ）ボケ担当。
  - 愛媛県八幡浜市出身。血液型B型。身長172cm、体重80kg。本名、菊池 輝一（きくち てるいち）。旧芸名、TERU（読み同じ）。
  - 解散前からソロ活動も精力的で、2005年のR-1ぐらんぷりに参戦し、準決勝まで進出した。演じた芸は、解散後も持ちネタとして使用している『ロバート・デ・ニーロ』の物真似である。
- ケンキ（1969年4月3日（55歳）- ）ツッコミ担当。
  - 静岡県浜松市出身。血液型O型。身長180cm。体重70kg。旧芸名、KENKI（読み同じ）。
  - 解散前からピン芸人「ケンキ」としても活動しており、R-1ぐらんぷりで準決勝まで進出。

## 概要
コントと漫才の両方を行なう。テルの剽軽な人柄が特徴的で、テルの個性的なキャラクターにケンキのキレのあるツッコミ、というパターンが多く、コント職人とも謳われる。
グループ名は、テルの口癖に由来する。初期のグループ名は「Dô-Yo」（読み同じ）。当初はK-MACという事務所で活動していたが、後にサンミュージック企画への所属となる。
2000年11月10日に、「どーよ」に改名した。平仮名にしたのは「子供からお年寄りにまで分かるように」とのこと。
爆笑オンエアバトル（NHK総合）の2005年6月4日放送分で、披露したコントが規定時間の5分を超過したため、番組初の失格となってしまった。
2009年11月23日のマイケル・ムーア監督の映画「キャピタリズム マネーは踊る」のイベントにて、解散が明らかとなった。

## 出演番組

### レギュラー
- 天才てれびくんシリーズ（NHK教育）
  - 天才てれびくんMAX「こちらHK学園笑芸部!」、「紙フトタッチダウン」、2003年度夏イベント、2004年度夏イベント、2004年度冬イベント、2005年度夏イベントなど
  - 天才てれびくんワイド「やぎっち様」、「やぎっち法典」、2002年度夏イベント、「天才てれびくん10周年スペシャル」
- 雷波少年（日本テレビ）「Do-Yoのミセスロシナンテを探して」
- 進ぬ!電波少年（日本テレビ）「電波少年的愛する二人別れる二人（やらせなし）」
- きらめきいっぱいさいたま市（テレビ埼玉）さいたま市の広報番組
- 究極☆黄金!?グルメじゃぱん（パワーテレビジョン制作）
- どーよ・この味!グルメに挑戦（パワーテレビジョン制作）
- 大爆笑!!サンミュージックGETライブ（日テレプラス&サイエンス）

### ゲスト・不定期
- 爆笑オンエアバトル（NHK総合）戦績7勝7敗 最高477KB
  - 「Dô-Yo」名義では6勝2敗、「どーよ」名義では1勝5敗（そのうち1回はタイムオーバーで失格）。
  - コントでの挑戦が多かったが、漫才での挑戦もあった。2001年6月16日放送回では357KBで3位通過となり、この記録は3位の最低記録となっている。
- 踊る!さんま御殿!!（日本テレビ）
- 笑いの金メダル（朝日放送）
- イエヤス（中部日本放送）
- お笑いカウントダウンテレビ（TBSテレビ）
- 絶滅文化保存バラエティー・モーレツ!テレビ番長（TBSテレビ）
- テレビ50年特別企画水戸黄門1000回記念3時間スペシャル（TBSテレビ）
- お笑い向上委員会 笑わせろ!（テレビ朝日）
- エンタの神様（日本テレビ）キャッチコピーは「疑問系のクロスカウンター」（2004年6月19日、7月24日、10月16日、12月4日）
- ロンブー龍（日本テレビ）
- はねるのトびら（フジテレビ）- 「スターだらけの大運動会」準レギュラー。
- ものまねバトル（日本テレビ）
- 24時間テレビ（日本テレビ）
- 決定!これが日本のベスト100（テレビ朝日）
- 笑うお正月2004（テレビ朝日）
- 姉弟旅!!第2弾 安達祐実の100頭のゾウに会いたい 「楽園リゾート!タイ・クラビの旅」（テレビ朝日）
- 細木数子の大晦日スペシャル!!すべて見せます六星占術（テレビ朝日）
- 黄金ボキャブラ天国（フジテレビ）キャッチコピーは「青春バイオレンス」
- 笑点（日本テレビ）
- 新・どっちの料理ショー（読売テレビ）
- ぐっども～にんぐ!ゲッツ!（テレビ東京）
- 愛の貧乏脱出大作戦（テレビ東京）
- 素敵にカリスマダム（テレビ東京）
- レギュラーのあるある番宣隊 （テレビ東京）
- ウッチャンナンチャンのウリナリ!!（日本テレビ）
- 笑いがいちばん（NHK総合）
- NNN Newsリアルタイム（日本テレビ）「リアル特集」リポーター
- オールナイトニッポンR allnightnippon-r GAGナイト（ニッポン放送）
- J-WAVE 25 @HOTEL J-WAVEの夜更け（J-WAVE）

## DVD
- ど〜よプレイ（ジェネオン・ユニバーサル・エンターテイメント、2006年、GNBR-1354）

## プロモーションビデオ
- nobodyknows+「どうよ?」

## コマーシャル
- 資生堂「uno」
- nobodyknows+「どうよ?」